# Hoplodrina pfeifferi
Hoplodrina pfeifferi là một loài bướm đêm trong họ Noctuidae.